# أندي تومسون
أندي تومسون هو ممثل كندي، ولد في 1970 في كندا.

## أعمال

### أفلام
- (2016) العملاق الودود الضخم[4][5]

## وصلات خارجية
- أندي تومسون على موقع IMDb (الإنجليزية)
- أندي تومسون على موقع ألو سيني (الفرنسية)
- أندي تومسون على موقع أول موفي (الإنجليزية)
- أندي تومسون على موقع قاعدة بيانات الفيلم (الإنجليزية)
- أندي تومسون على موقع كينوبويسك (الروسية)